# Csészekóró

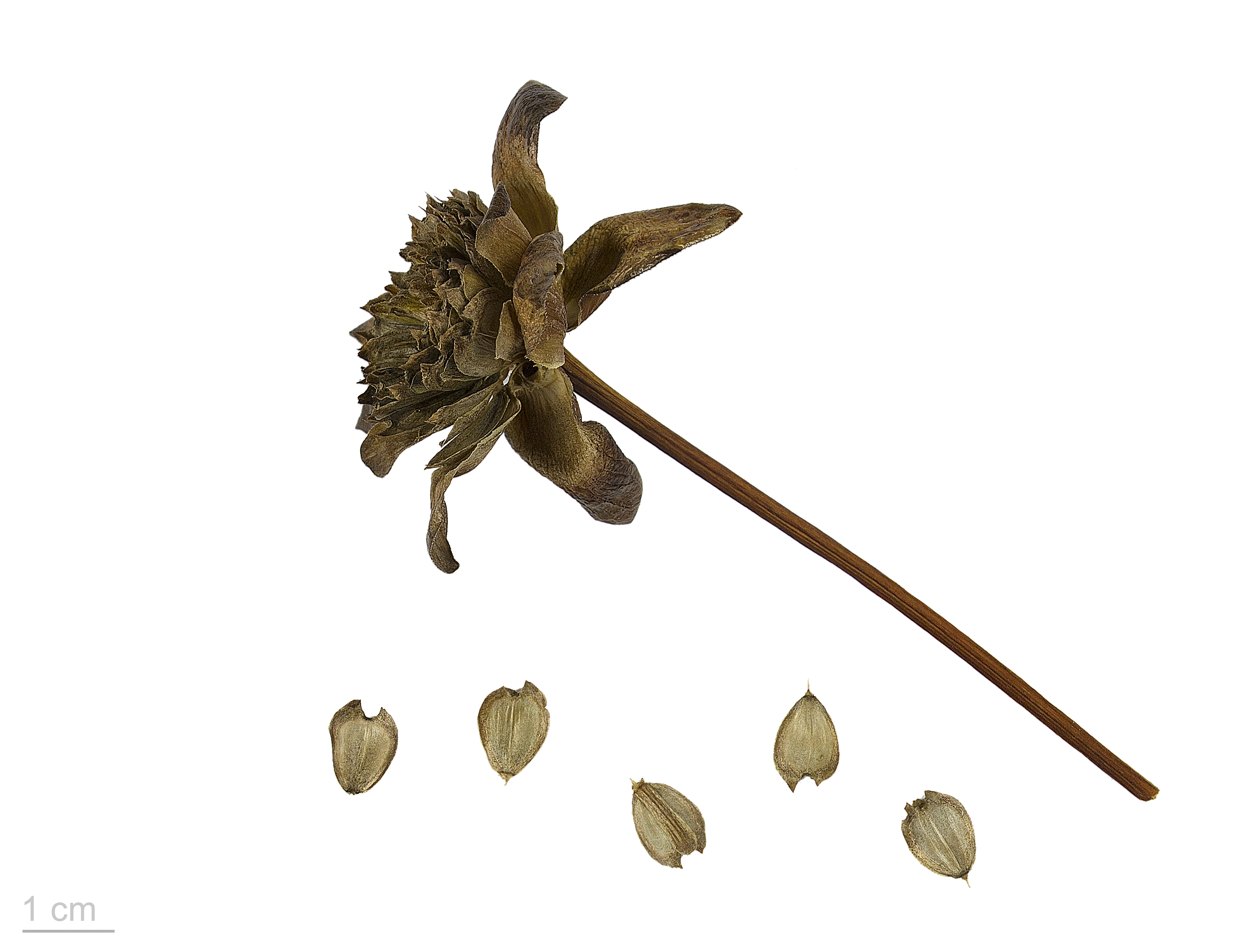
Silphium perfoliatum

A csészekóró vagy óriás szilfium (Silphium perfoliatum) az őszirózsafélék (Asteraceae) családjában a Heliantheae nemzetségcsoport szilfium (Silphium) nemzetségének faja. Ex situ megőrzés alá tartozó évelő, lágyszárú dísznövény. Nevezik még átnőttlevelű szilfiumnak, rózsagyomnak is.

## Jellemzői
Általában 120–150 cm, de akár 2–3 méteres magasságot is elérhet. Felsőbb, keresztben átellenesen álló, nyél nélküli leveleinek válla összenőtt, s csészeszerűen körülölelik vaskos, négyélű szárát; erről kapta angol nevét („cup plants”) is, melyről a magyart fordították. Sárga virágai júliustól szeptemberig nyílnak, virágzási ideje 60–70 nap. Fészekvirágzatának átmérője 60–100 mm. Kaszat termése megnyúlt-szív alakú.
Tőosztással, ősszel magvetéssel (áttelelő növény) szaporítható. Fagytűrő, hosszú (12–15 év) élettartamú.

## Felhasználása
Hazájában, Észak-Amerikában a préri megújítását, rekonstrukcióját célzó programok fontos faja.
Kedvelt évelőágyi növény, de mivel hosszan virágzik, szoliter dísznövényként is. Gyógynövényként a levél drogját (Silphii perfoliati herba- és radix) megfázás, reuma ellen és nyugtatóként használják.
Méztermelés szempontjából is fontos faj, ugyanis a belőle nyert méz hosszú ideig nem kristályosodik, így a méhek számára az áttelelés időszakában fontos takarmányforrást jelent.
Energianövényként biomassza (biogáz) előállításra is alkalmas. 1957-ben Ukrajnában kezdtek kísérleteket a takarmánynövényként történő hasznosítására.

## Elterjedése
Észak-Amerikában őshonos faj. Európába és Oroszországba a 18. században került át botanikus kertek, parkok díszítőjeként.